# Samuel Marolois

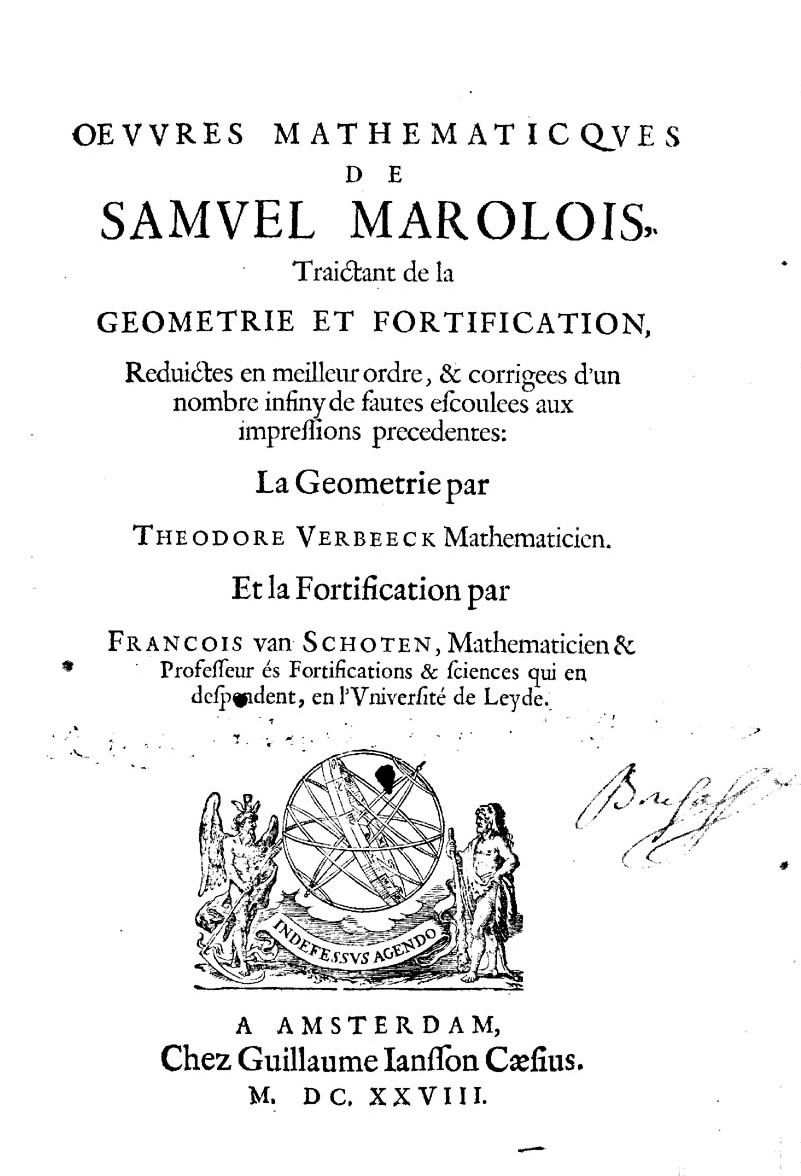
Opera mathematica 1628

Samuel Marolois (* um 1572 in den Generalstaaten; † vor 1627 in Den Haag) war ein niederländischer Mathematiker und Ingenieur im Dienst von Moritz von Oranien.
Namensvarianten sind Maroloys, Marlois.
Marolois war der Sohn eines Hugenotten, der ins Exil in die Niederlande gegangen war und am Hof von Moritz von Oranien wirkte. Auch Marolois ging in den Dienst von Moritz von Oranien und war dort Ingenieur wie auch Simon Stevin.
Er veröffentlichte über Perspektive in seinen Gesammelten Werken 1614  (La perspective contenant la theorie et la practique d'icelles, neben Französisch auch in Latein), und seine Abhandlung wurde oft nachgedruckt und übersetzt (auch ins  Deutsche und Holländische). Als Vorläufer erwähnt er Albrecht Dürer, Sebastiano Serlio und Johannes Lencker, nicht aber Zeitgenossen. Nach Kirsti Andersen war er aber durch Guidobaldo del Monte beeinflusst (merkwürdigerweise aber nicht von Simon Stevin, obwohl dieser häufig eleganter und einfacher argumentiert). Er schrieb auch über den Bau von Festungen, was ebenfalls in verschiedenen Ausgaben nachgedruckt wurde (auch in Niederländisch und Deutsch). An der Ausgabe seiner Werke war auch Albert Girard beteiligt, damals auch ein französischer Ingenieur bei Moritz von Oranien. 

## Schriften
- Opera Mathematica, Amsterdam 1614, 1628
- Oeuvres mathématicqves de Samuel Marolois, traictant de la Géométrie et Fortification, réduietes in meilleur ordre, et corrigées d'un nombre infiny de fautes ecsulees aux impressions précédentes, Amsterdam 1627, Digitalisat
- Samuel Maroloys. Des weltberühmten hocherfahrnen Mathematici und Ingenieurs Fortification, Amsterdam, Ian Ianssen, 1627 (vermehrt durch Albert Gerhardt), Digitalisat